# Erich Lexer
Erich Lexer (* 22. Mai 1867 in Freiburg im Breisgau; † 4. Dezember 1937 in Berlin) war ein deutscher Chirurg und Hochschullehrer. Mit Jacques Joseph gilt er als Begründer der Plastischen Chirurgie.

## Werdegang
Lexer war Sohn des Germanisten Matthias Lexer und besuchte das Alte Gymnasium in Würzburg. Nach dem Abitur 1885 studierte er bis 1890 Humanmedizin an der Julius-Maximilians-Universität Würzburg. Während seines Studiums wurde er Mitglied des Akademischen Gesangvereins Würzburg im Sondershäuser Verband. Nach dem Examen war er zwei Jahre Assistent bei dem Anatomen Friedrich Merkel an der Georg-August-Universität Göttingen, wo er 1891 auch eine halbjährige Schulung in Pathologischer Anatomie erhielt.
Von 1892 bis 1905 war er Assistenzarzt bei Ernst von Bergmann an der II. Chirurgischen Klinik der Charité in Berlin, an der er sich 1898 habilitierte. Als Extraordinarius seit 1902, leitete er dort ab 1904 die Chirurgische Universitäts-Poliklinik.
1905 folgte er dem Ruf der Albertus-Universität Königsberg auf den Lehrstuhl für Chirurgie. 1910 wechselte er an die Universität Jena. Beim Ausbruch des Ersten Weltkriegs 1914 trat er als Oberstabsarzt in die Kaiserliche Marine ein und war bis zum Kriegsende beratender Arzt der Marine in Hamburg, Brügge und Ostende. Am 10. August 1915 wurde er zum Marine-Generaloberarzt der Reserve befördert.
Im Jahr 1919 ging er als Ordinarius und Klinikdirektor an die Albert-Ludwigs-Universität Freiburg. Dort war Rudolf Theis Eden sein Stellvertreter. 1928 folgte er dem vierten Ruf an die Ludwig-Maximilians-Universität in München. Im Alter von 69 Jahren emeritiert, wurde er 1936 Chefarzt der Chirurgie im Schwabinger Krankenhaus. Im Jahr darauf starb er bei einem Aufenthalt in Berlin in einer Telefonzelle an einem Herzinfarkt. Begraben wurde er im Familiengrab auf dem Münchner Nordfriedhof.
Zu seinen Freunden gehörte der Chirurg und Hochschullehrer Fritz König, der 1899 Erich Lexers Schwester Herma Lexer (1878–1939) heiratete, zu seinen Studenten der Chirurg Hans Killian, der durch Lexers Kunst zur Ausübung des Faches Chirurgie motiviert wurde.
1923 und 1936 war er Präsident der Deutschen Gesellschaft für Chirurgie. Seit Mitte 1933 war Lexer Förderndes Mitglied der SS und wurde von Heinrich Himmler im Februar 1936 zum SS-Sturmbannführer, im November desselben Jahres zum SS-Obersturmbannführer ernannt.

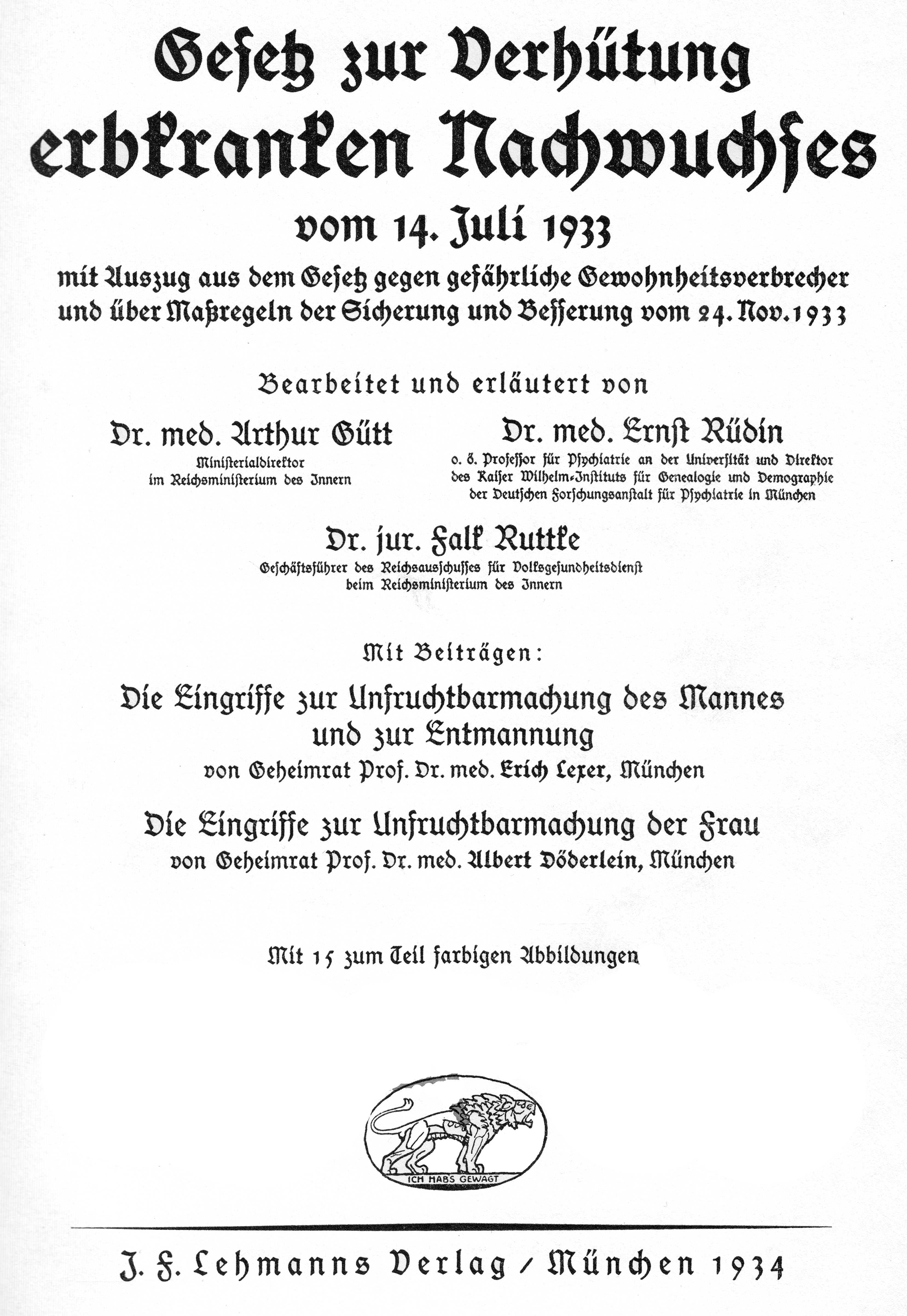
Titelblatt von: Arthur Gütt / Ernst Rüdin / Falk Ruttke: Gesetz zur Verhütung erbkranken Nachwuchses vom 14. Juli 1933. München 1934; mit der Angabe des Beitrags von Erich Lexer: Die Eingriffe zur Unfruchtbarmachung des Mannes und zur Entmannung.

Lexer war einer der Kommentatoren des nationalsozialistischen Sterilisationsgesetzes und schrieb dazu den Beitrag Die Eingriffe zur Unfruchtbarmachung des Mannes und zur Entmannung.

## Leistungen
Lexer berichtete 1906 erstmals über seine Methode der Gesichtsstraffung. Seitdem sind Verfeinerungen und Verbesserungen dieser Technik kontinuierlich entwickelt worden. Die Schnittführung war s-förmig und verlief innerhalb der Haargrenze entlang der Schläfe. Dieser Schnitt zeigt eine weitgehende Ähnlichkeit mit der Schnittführung des heutigen Standard-Facelifts.
In Freiburg entwickelte Lexer seine ab 1910 in Jena und vor allem in Königsberg erlernten Methoden sowie Techniken der plastischen und Wiederherstellungschirurgie weiter. Besonders widmete er sich der Rekonstruktion von Nase, Ohr, Mund und Kiefer, den Mammaplastiken und ihren Modifikationen sowie den Gesichtsplastiken und den Gaumenspaltenoperationen.
Ebenfalls auf Lexer zurückzuführen sind die modifizierten heutigen Operationsmethoden für die Behandlung der Mammahyperplasie. Auf dem Prinzip der im Jahre 1922 als Lexer-Kraske bekannt gewordenen Operation beruhen viele gegenwärtige Techniken. Die vertikale Reduktionsplastik mit guten Ergebnissen, die nach einer Technik von Lejour der Patientin den Schnitt und damit die spätere Narbe in der Submammarfalte erspart, beruht auf dem lexerschen Grundprinzip.
1911 hatte er eine von ihm entwickelte Modifikation des von Bircher und César Roux (1907) erstmals durchgeführten Speiseröhrenersatzes durch eine Dünndarmschlinge erfolgreich angewandt.
Ihm zu Ehren wird seit 1973 von der Deutschen Gesellschaft für Chirurgie der Erich-Lexer-Preis verliehen, mit dem besondere Leistungen in der rekonstruktiven Chirurgie und Orthopädie ausgezeichnet werden.

## Ehrungen
- Ehrenmitglied der Deutschen Gesellschaft für Chirurgie (1936)[3]
- Mitglied der Leopoldina (1936)
- Goethe-Medaille für Kunst und Wissenschaft (1937)[7]
- Erich-Lexer-Preis, gestiftet 1972 von Ethicon
- Erich-Lexer-Klinik für Plastische Chirurgie in Kooperation mit dem Universitätsklinikum Freiburg (2006)[10]

## Straßenumbenennung
Eine seit 1972 in Freiburg nach Erich Lexer benannte Straße soll nach Empfehlung einer Expertenkommission zur Überprüfung der Freiburger Straßennamen in Wilhelm-von-Möllendorff-Straße umbenannt werden. Als Begründung nannte die Kommission die erhebliche Verstrickung Lexers in die Zwangssterilisationsmaßnahmen des NS-Rassenhygiene-Programms seit 1933/34, von denen unter seiner Verantwortung als Klinikchef in München 1050 Menschen betroffen waren. Mit seinem Fachbeitrag über „Die Eingriffe zur Unfruchtbarkeit des Mannes und zur Entmannung“ zum „Gesetz zur Verhütung erbkranken Nachwuchses“ sei er „über ein bloßes Bekenntnis zur Rassenideologie der Nationalsozialisten hinausgegangen“. Dagegen gab es mehrere Klagen, die das Verwaltungsgericht Freiburg Anfang 2020 abgewiesen hat. Gegen das Urteil ist Berufung zum Verwaltungsgerichtshof möglich. Die AfD hatte im Vorfeld der Gemeinderatsentscheidung Anfang März 2020 Flugblätter in den betroffenen Straßen und Wegen verteilt, die die Umbenennungen verhindern sollten.

## Veröffentlichungen (Auswahl)
- Lehrbuch der allgemeinen Chirurgie zum Gebrauche für Ärzte und Studierende. 2 Bände. Stuttgart 1904; 21. Auflage, bearbeitet von Eduard Rehn, ebenda 1947 und 1952.
- Geschichte und Neubau der chirurgischen Universitätsklinik zu Jena. Leipzig 1919
- Die freien Transplantationen (= Neue Deutsche Chirurgie. Band 26/1). Enke, Stuttgart 1924.
- Handbuch der praktischen Chirurgie. 1931.
- Die gesamte Wiederherstellungschirurgie. 2 Bände. Leipzig 1931.
- Die Eingriffe zur Unfruchtbarmachungen des Mannes und zur Entmannung. In: Gesetz zur Verhütungen erbkranken Nachwuchses nebst Verordnung vom 5. Dezember 1933 über die Ausführung des Gesetzes, Auszug aus dem Gesetz gegen gefährliche Gewohnheitsverbrecher und über Maßregeln der Sicherung und Besserung vom 24. November 1933. 2. Auflage. J. F. Lehmanns Verlag, München 1936.
- mit Heinrich Eymer: Schwangerschaftsunterbrechung und Unfruchtbarmachung bei chirurgischen Erkrankungen. In: Reichsärztekammer (Hrsg.): Richtlinien für Schwangerschaftsunterbrechung und Unfruchtbarmachung aus gesundheitlichen Gründen. Bearbeitet von Hans Stadler. J. F. Lehmanns Verlag, München 1936, S. 131–135.